# Canon-EOS-R-Kamerasystem
Das EOS-R-Kamerasystem ist ein digitales, auf dem RF-Bajonett basierendes System von spiegellosen Kleinbildkameras von Canon. Das System unterstützt Bildsensoren im Kleinbildformat 36 × 24 mm, die als Vollformatsensoren in der Welt der Kleinbildkameras gelten, und auch kleinere Formate, z. B. APS-C.
Das System wurde im Herbst 2018 auf der photokina vorgestellt.
Das erste Kameramodell dieser Serie war die EOS R. Im Februar 2019 wurde ihr die EOS RP zur Seite gestellt, die preislich niedriger angesetzt war; im November 2019 die Canon EOS Ra für die Astrofotografie. Im Juli 2020 folgten die EOS R5 und die preisgünstigere EOS R6: Hier wird eine sensorbasierte 5-Achsen-Bildstabilisierung im Kameragehäuse eingesetzt. In Verbindung mit RF-Objektiven werden bis zu acht Blendenstufen längere Belichtungszeiten erreicht. Dies ist bei dem 2022 vorgestellten vergleichsweise günstigen Modell R10 nicht mehr der Fall.

## Geschichte
Im Jahr 2013 hatte Sony mit dem Kameragehäuse Alpha 7 als erster Anbieter ein spiegelloses digitales Kamerasystem mit einem Sensor im Kleinbildformat auf den Markt gebracht. Schon die Sony Alpha 7 II erzielte 2015 hervorragende Testergebnisse, und auch Leica kündigte sein erstes entsprechendes Kamerasystem Leica SL mit L-Bajonett an, das ebenfalls die Erweiterung eines bestehenden Kamerasystems mit APS-C-Bildsensorformat war. Canon und Nikon verzichteten zu dieser Zeit noch darauf, diesen Kameratyp anzubieten.
In den folgenden Jahren wurden elektronische Sucher und andere Komponenten so gut, dass die kompakten Geräte den Spiegelreflexkameras mindestens ebenbürtig wurden. Darüber hinaus waren die Verkäufe von Spiegelreflexkameras beispielsweise in Deutschland seit 2014 von 726.000 auf nur noch rund 330.000 Geräte im Jahr 2018 gefallen, während der Absatz spiegelloser Systemkameras kontinuierlich stieg.
Nikon stellte im August 2018 seine ersten spiegellosen Vollformatmodelle Z 7 und Z 6 vor. Im September 2018 zur photokina schlossen sich Panasonic und Sigma Leica an (L-Bajonett-Allianz).